# Shen Yun Performing Arts
Shen Yun Performing Arts, también conocida como Shen Yun (chino simplicado: 神韵; chino tradicional: 神韻; pinyin: Shényùn; español: 'belleza de los seres divinos danzando'), es una compañía de artes escénicas que representa espectáculos de danza y conciertos sinfónicos. Fundada en 2006 y con sede en Nueva York, escenifica por todo el mundo diversas obras inspiradas en la cultura tradicional china y en la práctica espiritual de Falun Gong. Sus números en escena incluyen diversos tipos de danza, como clásica china, étnica o folclórica, con acompañamiento de orquesta y cantantes solistas. En 2022 se componía de ocho agrupaciones completas, cada una con su propio programa de giras internacionales, que sumaban en total cerca de quinientos artistas.
Las multitudinarias giras de la compañía han recibido alabanzas artísticas pero también críticas por promover doctrinas políticas y sectarias, entre otras contra el comunismo, al ateísmo y a la teoría de la evolución. Por su parte, el Gobierno chino, debido a la vinculación de la compañía con practicantes de Falun Gong —a los que persigue en su país de origen—, ha presionado, por vía diplomática, a varios empresarios teatrales y representantes políticos de otros países para que cancelaran las actividades del grupo.

## Historia
La compañía, bautizada inicialmente como Divine Performing Arts, fue fundada en 2006 en Nueva York por un pequeño grupo de artistas de élite de origen chino que practicaban Falun Gong, muchos de ellos disidentes del régimen chino. Su propósito era revivir la cultura y las tradiciones chinas de la época anterior al régimen comunista.
Su primera gira, en el año 2007, contaba con 90 bailarines, músicos, solistas y personal de producción. Los espectáculos se presentaban con títulos como «Holiday Wonders» o «Chinese New Year Spectacular». En 2009 ya había constituido tres compañías y orquestas completas, cada una de las cuales programaba sus propias giras por todo el mundo, cifra que aumentó a ocho en 2022.
Shen Yun fue nominada en 2019 a los premios Lunas del Auditorio de México en la categoría danza tradicional.
En 2021 la compañía comenzó a promocionar sus espectáculos como «China antes del comunismo».

## Propuesta artística
El organigrama funcional de la compañía agrupa a sus artistas en cinco grupos: primeros bailarines; cantantes y solistas de erhu; directores de orquesta; y músicos de orquesta.

### Repertorio
Cada año, Shen Yun crea producciones originales de dos horas y media. Cada una consta de aproximadamente una veintena de actos de danza clásica china, danza étnica, músicos solistas, canto operístico y exhibiciones de arte marcial wushu. Los maestros de ceremonias presentan cada actuación en mandarín y en el idioma local.

### Danza

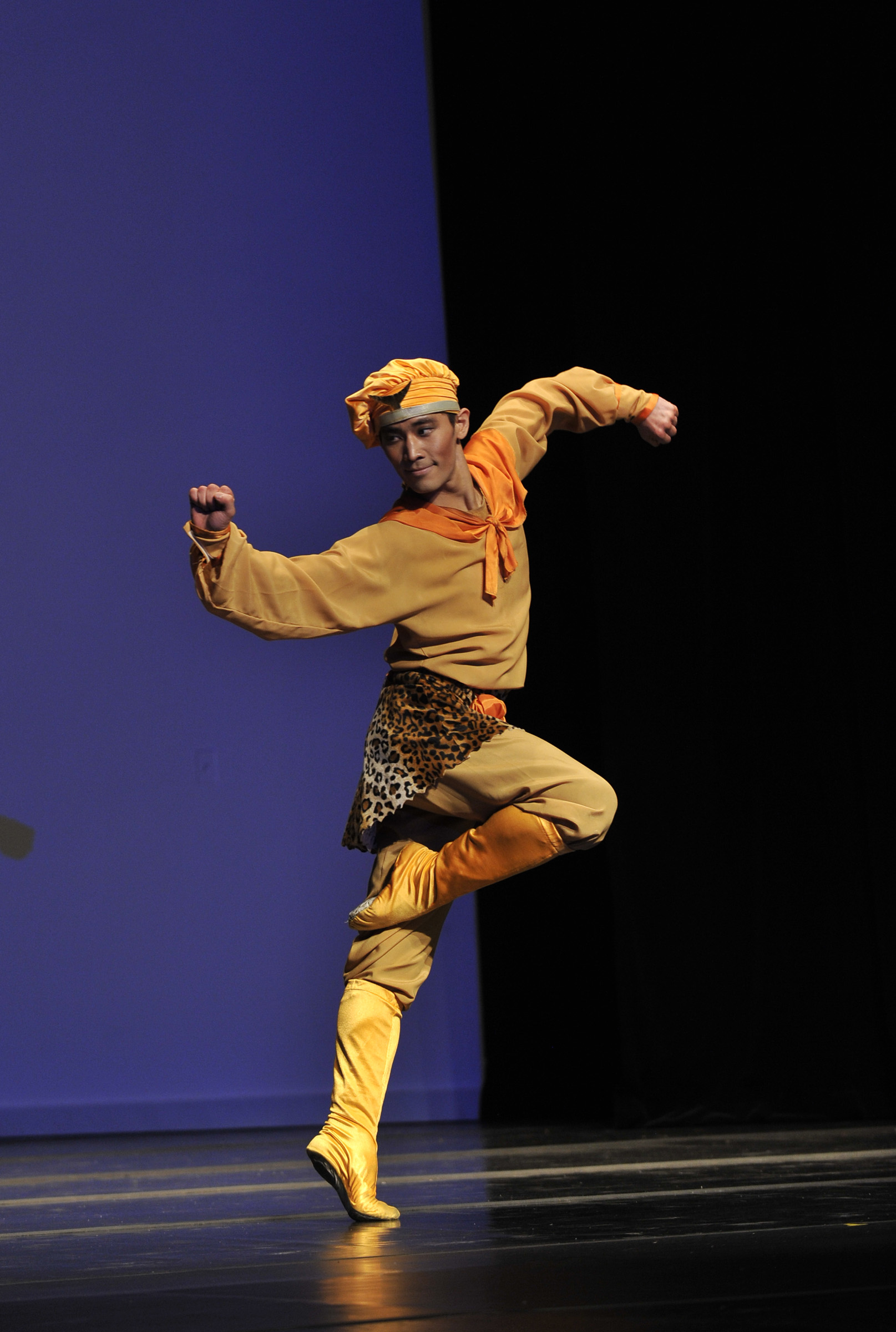
El bailarín de Shen Yun Seongho Cha actuando en un certamen de danza en 2009

El cuerpo de baile de cada compañía suele estar compuesto de unos 30 bailarines.
El repertorio se basa principalmente en historias, novelas o leyendas del país oriental, como la leyenda de Mulan, Viaje al Oeste, Bandidos del pantano o el Romance de los Tres Reinos. También han sido retratados en varias coreografías algunos emperadores de la dinastía Tang, los monjes de Shaolin, el general Yue Fei, el poeta Li Bai o el héroe legendario Wu Song, así como referencias al budismo. Además de la danza clásica china, Shen Yun también incluye elementos de la danza yi, miao, tibetana o mongola.
Una de las directoras adjuntas de las ocho compañías, Vina Lee, recuerda los tres elementos centrales de la danza clásica china: el yun (porte personal o carisma interior), las  formas físicas (movimientos y posturas expresivas) y la habilidad técnica (voltear y saltar), y lamenta que algunas de las manifestaciones del yun en cuanto a actitud del individuo se han perdido tras los cambios culturales sobrevenidos con la revolución comunista.

### Música
Entre las actuaciones individuales se incluyen interpretaciones con el erhu y cantos de bel canto sobre temas espirituales o religiosos, con referencias al credo Falun Gong. Una de sus primeras representaciones, en 2007, incluyó en el apartado de canto una composición de Jing Xian y Junyi Tan sobre el Chakravartin, una figura del budismo que hace girar la rueda del dharma. La voz de Guan Guimin, el tenor que interpretó dicha composición, ha sido comparada, por registro vocal y dicción, con la del tenor italiano Benjamino Gigli.
Cada agrupación de Shen Yun cuenta con una orquesta propia compuesta por unos 40 músicos. La compañía se publicita como la primera del mundo en integrar de forma permanente elementos de música clásica de Occidente y de Oriente. Así, instrumentos de cuerda, percusión y viento característicos de las orquestas europeas se combinan con instrumentos chinos tradicionales como el gong, la pipa o la suona. El resultado es un sonido exquisito, único y de gran intensidad dramática.

#### Orquesta sinfónica

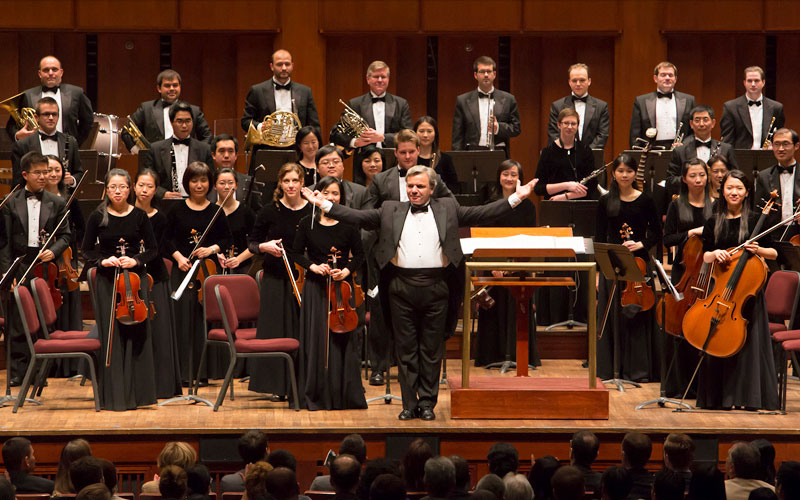
La Orquesta Sinfónica de Shen Yun en el Kennedy Center.

Con el nombre de Shen Yun Symphony Orchestra, la orquesta sinfónica de Shen Yun realiza también sus propias giras. Se estrenó en octubre de 2012 con un concierto en el Carnegie Hall de Nueva York. La actuación contó con los directores Milen Nachev, Keng-Wei Kuo y Antonia Joy Wilson, y el programa incluyó obras clásicas como la Obertura de Egmont de Beethoven o el Concierto para dos trompetas de Antonio Vivaldi, así como composiciones propias que combinan instrumentos occidentales y chinos. En 2013 ofreció una gira por siete ciudades estadounidenses. Además del Carnegie Hall, actuó en el Kennedy Center en Washington D. C. En 2015, la orquesta interpretó obras de Saint-Saëns y Dvořák junto a composiciones de Shen Yun. Su repertorio incluía en 2019 desde composiciones propias, como marchas de estilo imperial o melodías folk, hasta interpretaciones de maestros clásicos europeos como Chaikovski, Smetana o Gounod.

### Vestuario y fondo animado
Los bailarines actúan con trajes abigarrados, a menudo acompañados por una diversidad de accesorios: pañuelos de colores, zapatos de plataforma, tambores, abanicos o palillos. El vestuario, que se cose a mano y a medida para cada bailarín, suele inspirarse en la vestimenta de diversas etnias, mientras que otras representan a antiguos bailarines, soldados o personajes de la corte chinos de historias clásicas.
Cada número del espectáculo cuenta con proyecciones escénicas generadas con tecnología digital sobre una pantalla de 9 metros de altura, que permiten que el decorado pueda simular una gran variedad de escenarios: desde campos de cerezos en flor, lagos de montaña o praderas mongolas hasta reinos etéreos de divinidades, bosques habitados por tigres, cortes imperiales o templos. Algunas de las proyecciones contienen elementos móviles que se integran con la actuación.

## Giras
Durante siete meses al año, las ocho compañías de Shen Yun programan giras que recalan en más de 200 ciudades de varios países. La compañía ha realizado actuaciones en América del Norte, América Latina, Europa, Oceanía y Asia. En 2007, Shen Yun realizó su primera gira por 31 ciudades y se estima que 200.000 personas vieron el espectáculo, cifra que aumentó en 2014 a un millón y medio de personas. En 2019 pasó por noventa y seis ciudades estadounidenses y por docenas de otros lugares de Europa y Asia.
Entre los teatros donde ha actuado Shen Yun se incluyen la Ópera Alemana de Berlín, el Four Seasons Centre de Toronto, el Gran Teatro del Liceo de Barcelona, la Ópera y Ballet Nacional de Ámsterdam, el Auditorio Nacional de Ciudad de México, el Teatro de San Carlos de Nápoles, el London Coliseum de Londres o el Lincoln Center de Nueva York.

## Recepción

### Reseñas positivas
Shen Yun ha cosechado en general buenas reseñas: 
- Su exhibición en Cupertino (California) en 2009 fue sintetizada así por un medio local: «una embriagadora mezcla de lo antiguo y lo moderno, de instrumentos tradicionales chinos y sus equivalentes occidentales, y de experiencias contemporáneas expresadas con la formalidad de la danza clásica china».[10]
- El bailarín del Ballet Real de Birmingham Chi Cao afirmó que «demostrando el más alto reino en las artes, Shen Yun inspira al mundo de las artes escénicas».[37] Tras ver el espectáculo de Shen Yun, la actriz Cate Blanchett manifestó: «El nivel de destreza, pero también el poder de los arquetipos y los relatos fueron sorprendentes».[38] La diseñadora de moda Donna Karan dijo que Shen Yun es un «espectáculo fascinante» y que le encantaba «cuando llega al alma».[39]
- Carmen del Val, escribió en 2014 en El País que Shen Yun es «una explosión de color y energía. (...) Solo levantarse el telón, al comienzo del espectáculo, el público rompió en un sonoro aplauso ante la fuerza de las primeras imágenes. El vestuario es de una gran belleza, todo él está confeccionado a mano y los colores se combinan con elegancia. Sedas y bordados iluminan el escenario».[40]
- El exministro de Cultura de la República Checa, Daniel Herman, dijo que Shen Yun «aporta una gran esperanza» y es «verdaderamente un toque del Cielo».[41]
- Coral Drouyn, de Stage Whispers, afirmó desde Sídney: «Hay algo de “otro mundo”, incluso mágico, en el espectáculo que inspira una retahíla de adjetivos que empiezan por e: exquisito, etéreo, excelente, esotérico, emocionante...».[42]
- Por último, Pablo M. Díez, periodista de ABC, escribió en 2023 que «los espectáculos de Shen Yun son una deslumbrante combinación de baile y música con coreografías sincronizadas en escenarios majestuosos».[43]

### Críticas
Los espectáculos de Shen Yun por el mundo también ha sido objeto de críticas por expresar en sus espectáculos opiniones como que el ateísmo y la evolución son «ideas mortales». También se ha calificado el contenido como «contrario a la evolución» y «sermón religioso». Algunos espectadores y críticos se quejan de que tales elementos son tergiversados por la publicidad de un espectáculo que al final «se siente más como propaganda que como patrimonio cultural presentado sin rodeos».
- En este sentido, Alix Martichoux, periodista del Houston Chronicle, escribió que la mayoría de las críticas negativas por parte de los asistentes se debían al contenido político, que no esperaban, del espectáculo.[45]
- Ya en 2008, Sarah Crompton, periodista de The Daily Telegraph, opinaba sobre una actuación que, aunque esta se presentaba como un espectáculo chino, en realidad se trataba de un ejercicio de propaganda «camuflado de espectáculo familiar».[47]
- La tergiversación del contenido en la publicidad también era una queja común de algunos espectadores, y la propaganda política afiliada a Falun Gong se ha señalado como un elemento destacado. Jia Tolentino, periodista de The New Yorker, describe un caso paradigmático: «Apareció el presidente Mao, y el cielo se tiñó de negro; la ciudad del telón de fondo digital fue arrasada por un terremoto y luego rematada por un tsunami comunista. Una hoz y un martillo rojos brillaban en el centro de la ola. Aturdida, me froté los ojos y vi un enorme rostro barbudo que desaparecía en el agua». Presumiblemente, el rostro correspondía a Karl Marx..[26]

## Censura por el Gobierno chino
El Gobierno chino proscribe las actividades de Shen Yun en China por sus afinidades con Falun Gong, una práctica espiritual que combina antiguos ejercicios de meditación chinos, misticismo y «visiones culturales del mundo a menudo ultraconservadoras». Según las autoridades chinas, sus representaciones adolecen de un «gusto hortera» y de un bajo nivel artístico; para el expastor David Robertson, las obras escenificadas están «impregnadas de mensajes de culto y ataques implícitos» contra el Partido Comunista del país asiático. El régimen de Pekín, además, ha presionado, a través de sus embajadas y consulados, a varias autoridades en distintos países para que cancelaran el espectáculo de danza. Varios diplomático han enviado cartas a políticos y empresarios teatrales en Occidente exhortándolos a no asistir ni apoyar la actuación, que describen como «propaganda» destinada a «manchar la imagen de China», una herramienta política al servicio de una secta destructiva.
Shen Yun tenía previsto actuar en Hong Kong en enero de 2010, pero el espectáculo se canceló después de que el gobierno de Hong Kong denegara los visados de entrada al equipo de producción de Shen Yun. En 2011, el Tribunal Superior de Hong Kong anuló la decisión de 2010 del gobierno por «no haber tenido en cuenta las consideraciones pertinentes».
Mientras tanto, algunos artistas chinos residentes en China se ven enfrentados a serias dificultades para su expansión. En 2013, Xu Peidong, compositor de letras y delegado de la Conferencia Consultiva Política del Pueblo Chino, expresó su inquietud por la escasa proyección de las compañías artísticas del propio país en el extranjero. Estas compañías, apoyadas financieramente por el Estado para tratar de contrarrestar la influencia cultural de Shen Yun sobre el público occidental, deben competir entre ellas por los limitados recursos estatales para actuar en salones internacionales, como el Musikverein de Viena. Según el análisis de Xu, en línea con el de otros artistas como el tenor Yu Junjian, las limitaciones financieras comprometen la calidad de las giras, ya que obligan a las compañías a desplazar solo elencos reducidos, lo cual, a su vez, priva a algunos de los mejores artistas del país asiático de la oportunidad de actuar en el extranjero.
Los representantes de Shen Yun, por su parte, aducen que la oposición del Gobierno chino al espectáculo se debe a sus representaciones de la opresión política actual en China y a que incluye expresiones de la historia cultural tradicional china que el gobierno comunista ha intentado suprimir. En el plano puramente artístico, la compañía suele incluir uno o dos números sobre la persecución del movimiento en China. En cualquier caso, la Comisión de Derechos Humanos de la ONU y el Parlamento Europeo dictaminan que Falun Gong es una práctica espiritual y piden la libertad de sus presos de conciencia.

## Relación con Falun Gong
La compañía tiene su sede en la localidad de Deerpark (Nueva York), cerca de donde también residen el líder y fundador del grupo religioso, Li Hongzhi, y muchos de sus seguidores. Algunos de los colaboradores que contribuyen a pagar el alquiler del local, promocionar el espectáculo o vender las entradas son practicantes de este credo. Con los ingresos se cubren los gastos y el resto de destina a la compañía.
En 2020, un informe de NBC News concluyó la compañía escénica cuenta con un amplio soporte mediático por parte del grupo Epoch Media, del que forman parte el periódico The Epoch Times y la productora digital New Tang Dynasty Television.Tras la publicación del informe, la dirección del periódico emitió un comunicado en el que acusaba a NBC de mala praxis periodística y afirmaba: «The Epoch Times no está financiado por practicantes de Falun Gong ni habla en nombre de los practicantes de Falun Gong».